# Cmentarz żydowski w Baniach
Cmentarz żydowski w Baniach – powstał w XVIII wieku. Znajduje się w pobliżu miejsca gdzie ulica Ogrodowa (Gartenstraße) łączy się z Brzozową (Birkenweg), pomiędzy Jeziorem Mostowym a dawną Fabryką Cementu Ueckersch. 
Większość nagrobków wykonana była z czarnego marmuru ze złotymi napisami, a cały cmentarz otaczał niski murek oraz potężne drzewa.
Został zdewastowany w czasie nocy kryształowej a później w okresie PRL. Do naszych czasów zachowały się trzy nagrobki: najstarszy pochodzący z 1741 roku, kolejny z hebrajską inskrypcją oraz betonowy nagrobek z napisem w języku niemieckim, jak również szczątki kilku macew z piaskowca.
Przy wejściu na cmentarz ma być ustawiona tablica pamiątkowa z napisem w języku polskim, angielskim i niemieckim.